# North Bend (Ohio)
Pour les articles homonymes, voir North Bend.
North Bend est une localité du Comté de Hamilton en Ohio située sur la rive droite du fleuve éponyme.
Sa population était de 857 habitants en 2010.
Le président Benjamin Harrison est né à North Bend dans la maison de son grand-père, le président William Henry Harrison. North Bend est l'emplacement du mémorial d'État de la tombe William Henry Harrison. John Scott Harrison, qui siégea à la Chambre des représentants entre 1853 et 1857 est le seul homme dans l'histoire des États-Unis à être le fils et le père d'un président. Il est enterré dans le caveau de son père, à North Bend. 
C'est dans cette ville qu'a eu lieu le premier braquage de train de l'histoire des États-Unis.